# Atimastillas flavicollis
El bulbul gorgiamarillo (Atimastillas flavicollis) es una especie de ave paseriforme de la familia Pycnonotidae propia de África Central y Occidental. Es la única especie del género Atimastillas. 

## Taxonomía
El bulbul gorgiamarillo fue descrito científicamente por el naturalista inglés William Swainson en 1837, y clasificado en el género Haematornis (un sinónimo obsoleto de Pycnonotus). Posteriormente fue trasladado al género Chlorocichla, finalmente se trasladó al género Atimastillas en 2010.
Se reconocen tres subespecies:
- A. f. flavicollis - (Swainson, 1837): está presente desde Senegal y Gambia al norte de Camerún y el noroeste de la República Centroafricana;
- A. f. soror - (Neumann, 1914): Se extiende desde el centro de Camerún por la República Democrática del Congo;
- A. f. flavigula - (Cabanis, 1880): originalmente descrita como una especie separada en el géneros Trichophorus (un sinónimo de Criniger). Se encuentra en Angola, el sureste de la República Democrática del Congo hasta Uganda, el oeste de Kenia y Tanzania.